# Sinești (okręg Ardżesz)
Sinești – wieś w Rumunii, w okręgu Ardżesz, w gminie Cuca. W 2011 roku liczyła 386 mieszkańców.